# DigiCert
DigiCert est une autorité de certification privée américaine fondée en 2003. Elle délivre des certificats de sécurité X.509 pour protocole SSL.
En août 2017, DigiCert a racheté l'activité Website Security de Symantec, dont Thawte, Verisign et GeoTrust.